# 吉林省长春市中级人民法院
吉林省长春市中级人民法院是位於中華人民共和國吉林省長春市的一家法院，成立於1949年7月，當時名為長春市人民法院，1955年1月改稱长春市中级人民法院，1967年1月因文化大革命停止工作，1972年1月法院機構恢復。